# Battista Corbani
Battista Corbani (Sesto Calende, 8 marzo 1931) è un ex calciatore italiano, di ruolo terzino.

## Carriera
Giocò per alcune stagioni in Serie A con il Novara.